# Бондаренко, Ярослава Александровна
Ярослава Александровна Бондаренко (род. 27 февраля 1997, Москва) — российская велогонщица, выступающая в дисциплине BMX, чемпионка России, Мастер спорта.

## Биография
Заниматься велоспортом Бондаренко начала в 5 классе, совмещая его с занятиями по спортивной гимнастике.
На летних Олимпийских играх 2016 года Бондаренко стала единственной представительницей России в BMX. Олимпийскую лицензию россиянка получила на основании рейтинга сборной России в олимпийском квалификационном рейтинге. На предварительном этапе Бондаренко показала 11-й результат. Полуфинальный раунд состоял из трёх заездов, по итогам которых россиянка разделила 4-е место в своей подгруппе с австралийской велогонщицей Каролиной Бьюкенен, но по дополнительным показателям прошла в финал. В решающем заезде Бондаренко не смогла составить конкуренцию лидерам соревнований и финишировала 5-й.
В августе 2018 года Бондаренко стала первой российской велосипедисткой, кому удалось выиграть медаль европейского чемпионата в олимпийской дисциплине в BMX. Ярослава завоевала бронзовую награду, уступив нидерландской спортсменке Лауре Смюлдерс и датчанке Симоне Кристенсен.